# Das Schloß in Flandern
Das Schloß in Flandern ist ein deutsches Liebesfilmmelodram aus dem Jahre 1936 von Geza von Bolvary mit Marta Eggerth und Paul Hartmann in den Hauptrollen.

## Handlung
Flandern zur Zeit des Ersten Weltkriegs. Nahe der Front sind im Schloss des Herzogs von Mézeray sechs britische Offiziere einquartiert worden. Die schweren Gefechte rund um die westbelgische Stadt Ypern haben aufgrund Granatbeschusses auch den kleinen Landsitz schwer gezeichnet. Die Fenster des großen Prachtsaales wurden mit Brettern vernagelt, um weitere Schäden zu verhindern. Die wenigen Stunden der Muße verbringen die Männer mit dem Lauschen des vorhandenen Grammophons, das nur eine einzige Schallplatte spielt: Dies dort zu hörende Lied hat es den Offizieren angetan, kündet es doch melancholisch von sehr viel besseren Zeiten: “Man muss vergessen, was war …” Die Vortragskünstlerin ist ein Revuestar aus Paris und hört auf den klangvollen Namen Gloria Delamare. Der australische Offizier Fred Winsbury ist hin und weg, als er diese Stimme wieder und wieder hört, und beschließt, der Künstlerin einen Brief zu schreiben. Doch er hat keine Zeit mehr, selbigen abzuschicken, und im folgenden Kampf fällt er … so heißt es wenigstens.
Fünf Jahre sind seit diesen Tagen vergangen. Aus der kleinen Chanteuse Gloria Delamare ist ein weltberühmter Star geworden, die von dem Briten Bob Harrogate begleitet, verehrt und hofiert wird. Regelmäßig macht er ihr einen Heiratsantrag, den sie ebenso regelmäßig ablehnt. Als er zu lästig wird, beschließt Gloria allein auf Gastspielreise zu gehen, die sie auch nach Ypern führt. Ein ganz besonderer Grund führt sie gerade dorthin. Ein Hellseher namens Lincoln, einst ein Offizier, hat ihr vorausgesagt, dass sie auf einem nahe gelegenen Herrensitz, dem titelgebenden Schloss in Flandern, so sehr geliebt wurde, wie nie zuvor. In der Stadt ist kein angemessenes Hotelzimmer mehr frei, und so nimmt Gloria den Vorschlag an, es einmal auf dem Schloss des Herzogs zu versuchen. Als die Künstlerin dort ankommt, ist sie sehr erstaunt, dass man sie offensichtlich bereits erwartet hat, denn für sie wurde festlich gedeckt. Selbst ihre bevorzugte Zigarettenmarke steht bereit. Sie speist mit einem Mann und tanzt mit ihm. Dann erzählt ihr dieser Herr die Geschichte der sechs Offiziere, die hier vor fünf Jahren stationiert gewesen waren und von ihrer Stimme auf der Schallplatte fasziniert waren. Gern ist Gloria bereit, dieses Lied von einst erneut, und diesmal live, vorzutragen. Als der mysteriöse Fremde sie küssen will, zuckt Gloria allerdings enttäuscht zurück, denn sie ist keine Frau für eine Nacht …
Am Morgen danach ist Gloria wie verwandelt. Sie hat in kürzester Zeit Gefühle für den Fremden entwickelt, der niemand anderes als der tot geglaubte Verehrer von einst, Fred Winsbury, ist. Doch Fred ist schon wieder verschwunden und taucht erst am selbigen Abend auf, als Gloria in Ypern ihren Gesangsauftritt absolviert. Danach verschwindet er erneut, sodass Gloria eigenhändig Nachforschungen betreibt und Suchanzeigen in der Zeitung aufgibt. Die Dinge werden immer mysteriöser, als plötzlich eine Engländerin namens Lady Margaret Beverley erscheint und Gloria gegenüber behauptet, dass sie erstens einst mit dem Fremden verlobt und zweitens dieser bereits seit fünf Jahren tot sei. Am Tag darauf erblickt Gloria jedoch die beiden gemeinsam in der Theaterloge sitzen. Aus dem Gespräch der beiden heraus, ergibt sich folgender Sachverhalt: Margaret hatte damals einen Betrug begangen, und Fred nahm, ganz Offizier und Gentleman vom Scheitel bis zur Sohle, die Schuld auf sich. Da ihn daraufhin seine eigene Familie verstieß, beschloss Fred, sein eigenes Ableben vorzutäuschen und ein neues Leben in Australien unter dem Namen eines gefallenen Kameraden zu beginnen. Nun aber, wo er die Liebe seines Lebens gefunden habe, will er sein altes Leben zurück.
Margaret ist entsetzt, denn dies bedeutet wiederum, dass ihr eigenes Fehlverhalten an den Tag käme. Mittlerweile ist sie verheiratet und hat zwei Kinder. Eine Offenlegung ihrer Missetat würde sie gesellschaftlich ruinieren. Wieder lässt sich Fred von ihr überreden, alles beim alten zu belassen, auch wenn er womöglich dadurch auf Gloria verzichten müsse. Gloria nimmt aber das Heft des Handelns in die Hand und bittet Fred nach der Vorstellung in die Garderobe. Dort verlangt sie von ihm eine Erklärung. Als Gentleman, der er ist, schweigt er jedoch, um Margaret nicht zu desavouieren. Heimlich plant er bereits seine Rückkehr nach Australien. Als Fred gegangen ist, erscheint erneut Margaret und gesteht ihr die ganze Wahrheit inklusive ihrer eigenen Schuld. Im Schloss in Flandern treffen sich die alten Kriegskameraden zum fünfjährigen Jubiläum wieder. Zur Erinnerung wird die alte Schallplatte von einst aufgelegt. Doch diesmal ertönt der Gesang von nebenan. Es ist Gloria, die das alte sehnsuchtsvolle Lied leibhaftig singt. Sie sagt Fred, dass sie nun Bescheid wisse und ihn auf die Heimreise nach Australien begleiten wolle.

## Produktionsnotizen
Das Schloß in Flandern entstand von Ende Februar bis Juni 1936 in den Jofa-Ateliers von Berlin-Johannisthal. Die Premiere war am 14. August 1936 in Berlins Capitol-Kino sowie am selben Tag in Frankfurt am Main. Die deutsche Fernsehpremiere erlebte dieser Schwarzweißfilm am 22. Januar 1974 um 20 Uhr 15 im ZDF.
Helmuth Schreiber übernahm die Produktionsleitung, die Filmbauten stammen von Emil Hasler und Artur Schwarz. Die Texte zu Franz Grothes Musik schrieb Willy Dehmel. Josef von Baky von Geza von Bolvarys Regieassistent. Erich Lange war für den Ton zuständig, Jens Keith gestaltete die Tänze.

## Musiktitel
Folgende Musiktitel werden gespielt:
- Ein neues Leben fängt an
- Herz, Du kennst meine Sehnsucht!
- Maschinenlied: Mensch mit Herz
- Frühlingsstimmen[1]

Die Lieder erschienen im Beboton-Musikverlag in Berlin.

## Kritiken
Im Lexikon des Internationalen Films heißt es: „Unterhaltung aus dem deutschen Vorkriegskino; anspruchslos und mit vielen Musikeinlagen.“
Auch im Ausland fand der Streifen Beachtung. In Großbritannien befasste sich der Kritiker und spätere Schriftsteller Graham Greene aufgrund des englischen Themas dieser Romanze und meinte, dass der „Film seine Meriten“ habe und dass es „exzellente Szenen“ gebe.